# Sankt Villehad af Danmark
Sankt Villehad af Danmark (St. Willehadus de Dania) (1482-1572) var en franciskansk martyr.
Villehad blev født i Danmark i 1482 og blev franciskanerpræst. Under Reformationen blev han fordrevet fra landet af Lutheranerne, og via England og Skotland, hvor der også var forfølgelser, endte han i et franciskanerkloster i Gorkum i Holland.
Under de hollandske religionskrige faldt Gorkum i 1572 i Calvinisternes hænder. De tog klosterets beboere til fange og bragte dem til Brielle, hvor de forsøgte at få dem til at fralægge sig deres tro på Alterets Sakramente og Paven som kirkens overhoved. De blev pisket og hængt den 9. juli.
Villehad blev saligkåret i 1675 og helgenkåret i 1867. Hans festdag er 9. juli. Sakramentskirken på Nørrebro i København er indviet til Sankt Villehad.